# Austin Allegro
Austin Allegro – kompaktowy samochód osobowy produkowany przez brytyjską firmę Austin Motor Company w latach 1973-1983. Dostępny jako: 2-drzwiowy fastback, 4-drzwiowy fastback oraz 3-drzwiowe kombi. Następca modelu 1100. Do napędu używano silników R4 o pojemnościach od 1,0 do 1,7 litra. Moc przenoszona była na oś przednią poprzez 4- lub 5-biegową manualną skrzynię biegów. Samochód został zastąpiony przez model Maestro.

## Dane techniczne
| Wersja | Silnik:                   | Układ zasilania: | Śr. × skok tłoka:   | St. sprężania: | Moc maks:                          | Maks. moment obrotowy     | 0-80 km/h: | V-max:   |
| ------ | ------------------------- | ---------------- | ------------------- | -------------- | ---------------------------------- | ------------------------- | ---------- | -------- |
| 1100   | R4 1,1 l (1098 cm³), OHV  | gaźnik           | 64,60 mm × 83,72 mm | 8,5:1          | 50 KM (36,5 kW) przy 5250 obr./min | 81 Nm przy 2450 obr./min  | 10,1 s     | 134 km/h |
| 1300   | R4 1,3 l (1275 cm³), OHV  | gaźnik           | 70,61 mm × 81,30 mm | 8,8:1          | 60 KM (44 kW) przy 5300 obr./min   | 93 Nm przy 3000 obr./min  | b/d        | 135 km/h |
| 1500   | R4 1,5 l (1485 cm³), SOHC | gaźnik           | 76,20 mm × 81,40 mm | 9,0:1          | 70 KM (51,5 kW) przy 5600 obr./min | 104 Nm przy 3100 obr./min | b/d        | b/d      |
| 1750   | R4 1,7 l (1747 cm³), SOHC | gaźnik           | 76,20 mm × 95,75 mm | 8,75:1         | 80 KM (60 kW) przy 5000 obr./min   | 136 Nm przy 2600 obr./min | 8,9 s      | 154 km/h |

## Galeria

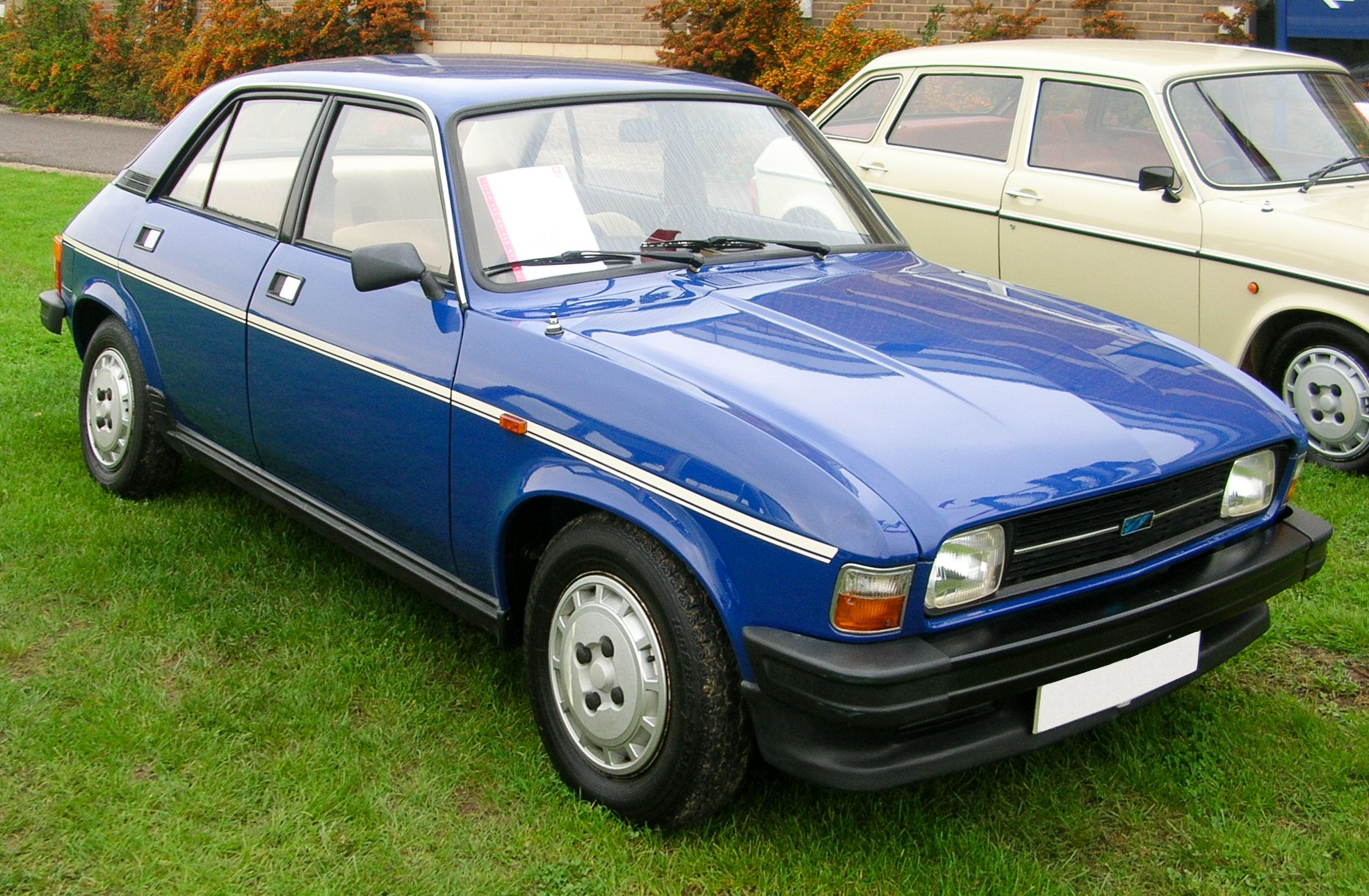
'82 Austin Allegro
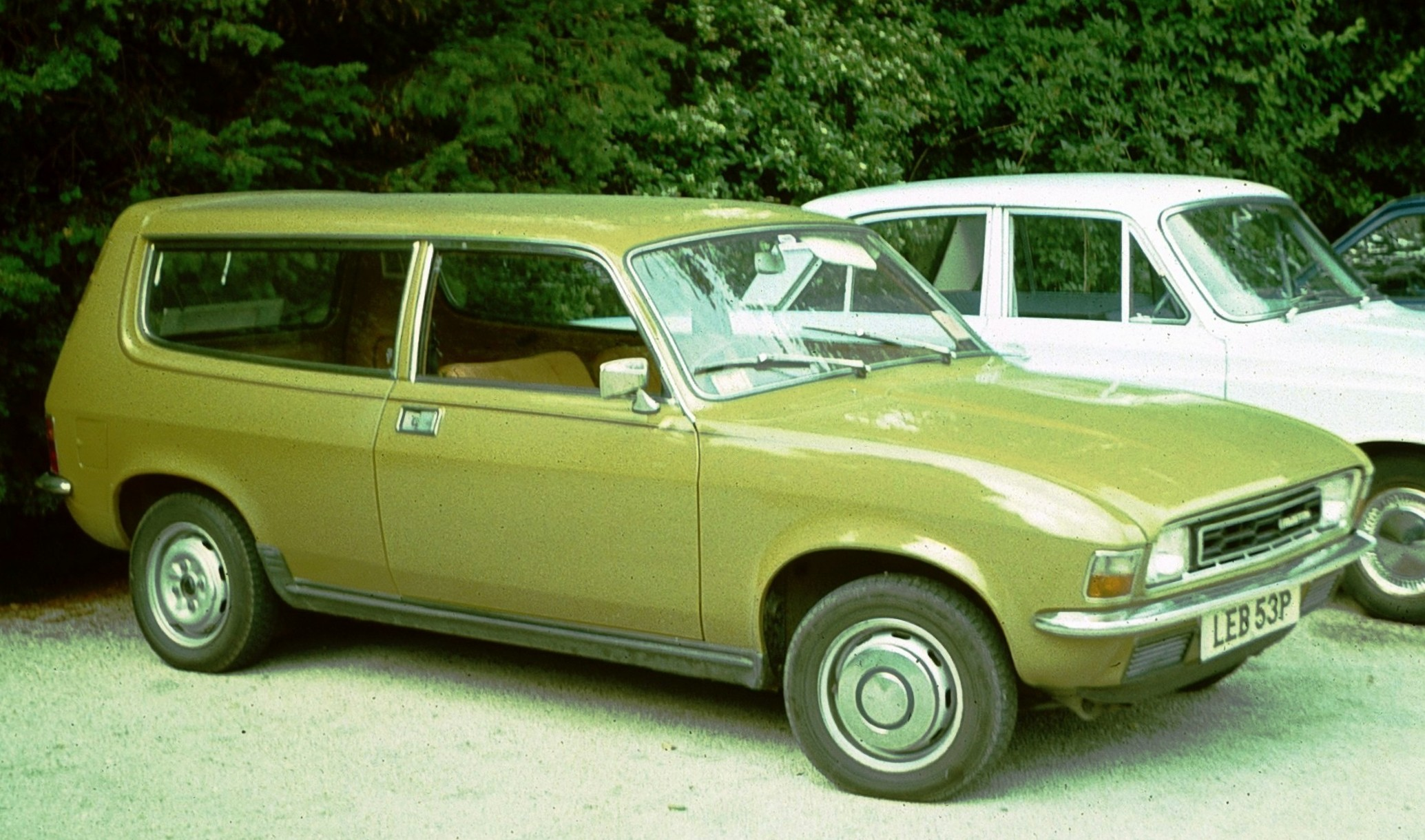
Austin Allegro estate
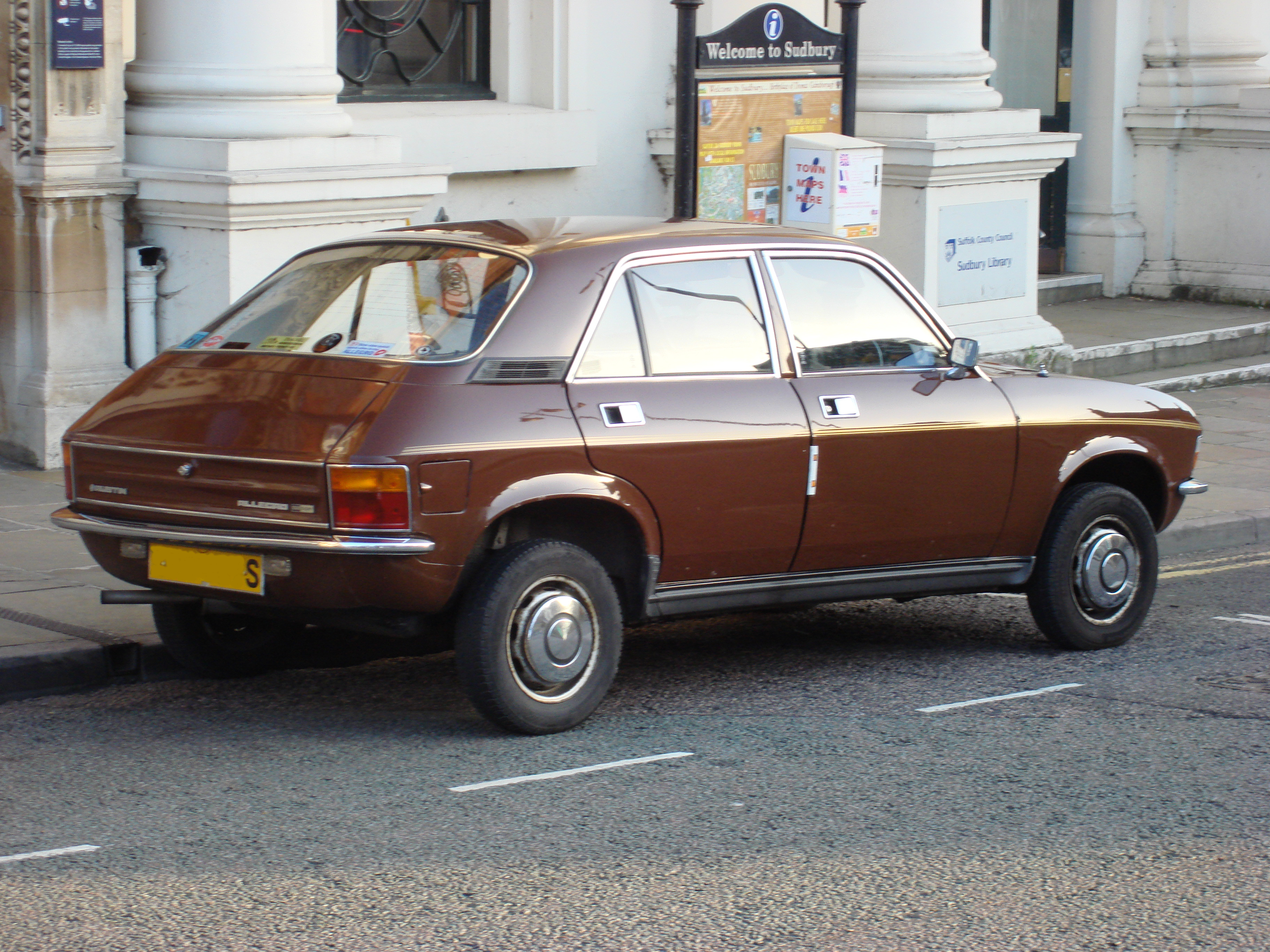
Austin Allegro
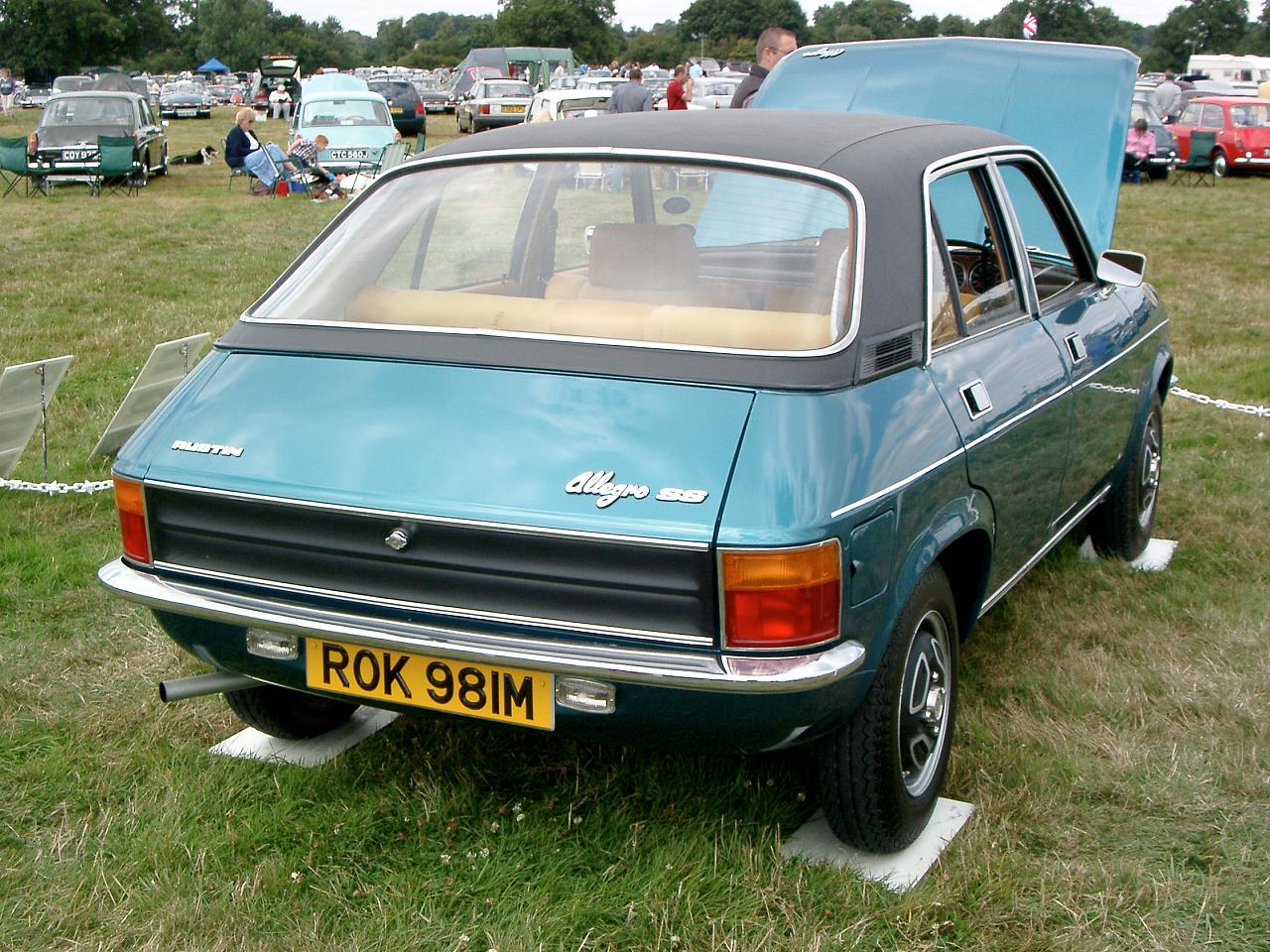
'73 Austin Allegro